# Дарио Фо
Дарио Фо (на италиански: Dario Fo; 24 март 1926 – 13 октомври 2016) е италиански драматург, театрален режисьор, киноактьор, комедиант, певец, художник, композитор, политически активист на италианското ляво крило и притежател на Нобелова награда за литература на 1997 г. Неговата драматургия е била широко изпълнявана в световния театър. Много от работите му зависят от импровизация и включват възстановяването на така наречената „незаконна“ форма на театър, като шутове и античния италиански стил комедия дел арте.
Пиесите му са преведени на 30 езика и изпълнявани по целия свят. В работите му през 60-те, 70-те и 80-те са преобладават убийства, корупция, организирана престъпност, расизъм, Римокатолическа теология и война. Пиесата „Мистър Буфо“, изпълнявана в Европа, Канада и Латинска Америка повече от 30 години, е много известен и оспорван спектакъл в следвоенния европейски театър, осъждан дори от Ватикана (по – конкретно от Кардинал Уго Полети) за най-богохулско шоу в историята на телевизията.
През 2010 г. Дарио Фо става основен идеолог на движението „Петте звезди“, партия против статуквото, ръководена от Бепе Грило чиито членове често го наричат „Господаря“.
Работи в тясно сътрудничество със съпругата си, театралната и филмова актриса Франка Раме.

## Списък с произведения
На български
- 1959 – „Труп за продажба“ (Un morto da vendere;Corpse for Sale)
- 1958 – „Доброволния крадец“ (Non tutti i ladri vengono a nuocere;The Virtuous Burglar)
- 1959 – „Архангелите не играят флипер (Gli arcangeli non giocano al flipper;Archangels Don't Play Pinball)
- 1960 –“Той имаше два пистолета с бели и черни очи" (Aveva due pistole con gli occhi bianchi e neri;He Had Two Pistols with White and Black Eyes)
- 1961 – „Той, който открадна крак и е щастливо влюбен“ (Chi ruba un piede è fortunato in amore;He Who Steals a Foot is Lucky in Love)
- 1963 – „Изабела, три високи кораба и ездач“ (Isabella, tre caravelle e un cacciballe;Isabella, Three Tall Ships, and a Con Man)
- 1967 – „Изхвърлете дамата навън“ (La signora è da buttare;Throw the Lady Out)
- 1968 – „Голямата пантомима малката и средно голямата кукла“ (Grande pantomima con bandiere e pupazzi piccoli i medi;Grand Pantomime with Flags and Small and Middle-sized Puppets)
  - По-късно променена на „Смъртта и възкресението на куклата“ (Morte e resurezione di un pupazzo;Death and Resurrection of a Puppet)

## За него
- Erminia Artese. Dario Fo parla di Dario Fo. Cosenza, Lerici 1977
- Anna Barsotti. Eduardo, Fo e l'attore-autore del Novecento. Roma, Bulzoni, 2007
- Anna Barsotti, Eva Marinai (ред.). Dario Fo e Franca Rame, una vita per l'arte, Corazzano (PI), Titivillus, 2011
- Lanfranco Binni. Dario Fo. Firenze, La Nuova Italia 1977
- Andrea Bisicchia. Invito alla lettura di Dario Fo. Milano, Mursia 2003
- Concetta D'Angeli – Simone Soriani (ред.). Coppia d'arte – Dario Fo e Franca Rame. Pisa, Plus, 2006
- Giuseppina Manin (ред.). Dario Fo – Il mondo secondo Fo. Conversazione con Giuseppina Manin. Parma, Ugo Guanda Editore, 2007
- Claudio Meldolesi. Su un comico in rivolta. Roma, Bulzoni 1978
- Marisa Pizza. Il gesto, la parola, l'azione. Roma, Bulzoni 1996
- Paolo Puppa. Il teatro di Dario Fo. Venezia, Marsilio 1978
- Antonio Scuderi. Dario Fo and Popular Performance. Legas 1998
- Simone Soriani. Dario Fo. Dalla commedia al monologo (1959 – 1969). Corazzano (PI), Titivillus, 2007
- Chiara Valentini. La storia di Dario Fo. Milano, Feltrinelli 1997